# USS Tarawa (LHA-1)
Le USS Tarawa (LHA-1) est un Landing Helicopter Assault, navire de tête de la classe Tarawa de la United States Navy mis en service en 1973. Il est le deuxième navire à porter de nom de la bataille de Tarawa menée lors de la Guerre du Pacifique en 1943 pendant la Seconde Guerre mondiale. Il a été mis hors service le 31 mars 2009 à la base navale de San Diego avant d'être coulé en juillet 2024.

## Historique
Tarawa était le premier des cinq navires d'une nouvelle classe de navire d'assaut amphibie polyvalent et combinait, en un seul type de navire, les fonctions précédemment remplies par quatre types différents: le Amphibious assault ship (LPH), le Landing Platform Dock (LPD), le Amphibious cargo ship (LKA) et le Landing Ship Dock(LSD). Il était capable de débarquer des éléments d'une équipe de débarquement de bataillon du Corps des Marines et leur équipement de soutien par embarcation de débarquement, par hélicoptère ou une combinaison des deux.

### Fin de carrière

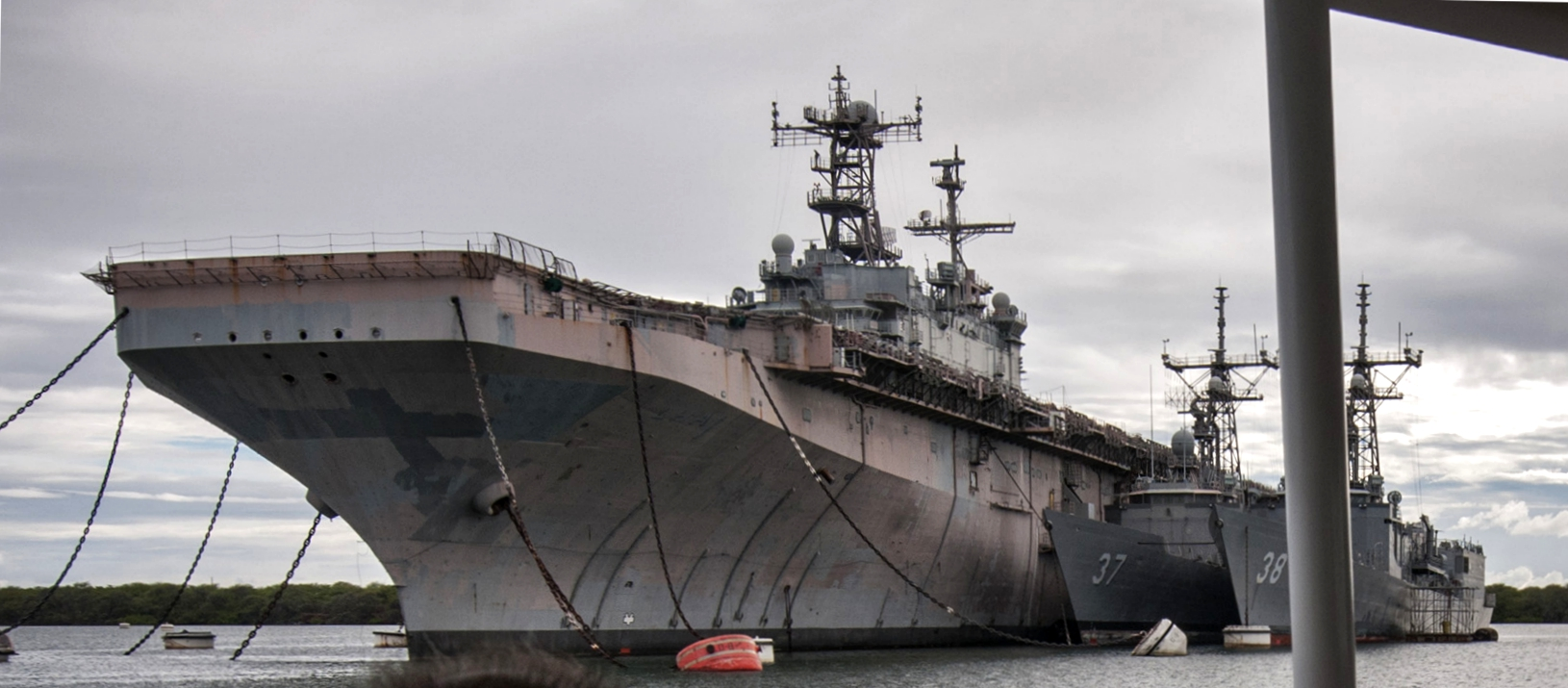
Tarawa désarmé à Pearl Harbor, 2013

Le Tarawa a été transféré par l'USNS Salvor (en) au Naval Inactive Ship Maintenance Facility à Middle Loch, Pearl Harbor. Selon les plans de l'exercice 2011, deux navires de la classe Tarawa (USS Tarawa et USS Belleau Wood) étaient en réserve de catégorie B pour satisfaire aux exigences de transport maritime.
En juillet 2014, la US Naval Amphibious Ship Historical Society a été formée par des membres de l'équipage de mise en service d'origine du Tarawa, également connus sous le nom de plankowners, avec l'intention d'en faire le premier musée de navire amphibie de la Marine. L'organisation a pour but d'acquérir le navire et de lui donner une résidence permanente sur la côte Ouest en tant que musée, mais le projet ne se concrétisera pas.
Le 16 juillet 2024, il entame son ultime croisière. Il est remorqué au large d’Hawaï par l'USS Grasp (T-ARS 51) pour être utilisé comme navire cible lors des exercices RIMPAC 2024. Le navire est coulé deux jours plus tard par un missile d'attaque naval du destroyer australien HMAS Sydney.